# Bronny James
LeBron Raymone "Bronny" James Jr. (Cleveland, 6 de outubro de 2004) é um basquetebolista profissional estadunidense. Atualmente joga pelo Los Angeles Lakers da National Basketball Association (NBA). 
Ele é o filho mais velho e companheiro de equipe do lendário jogador profissional de basquete LeBron James, tornando-os a primeira dupla de pai e filho a jogar lado a lado na liga profissional norte americana.
Considerado um recruta quatro estrelas, ele foi nomeado McDonald's All-American no seu último ano em 2023. Ele jogou uma temporada de basquete universitário pelos USC Trojans antes de ser selecionado na 55º escolha geral pelo Lakers no draft de 2024 da NBA. 

## Início da vida e carreira
James nasceu em 6 de outubro de 2004, filho de LeBron James, que o teve aos 19 anos, com sua namorada de longa data (agora esposa) Savannah Brinson. Conheceram-se enquanto estudavam em St. Vincent – St. Mary High School em Akron, Ohio. James foi criado por seus pais. Seu pai, que é tetracampeão da NBA e quatro vezes MVP, é frequentemente considerado um dos maiores jogadores de basquete de todos os tempos.
Quando criança, James praticava vários esportes, incluindo basquete e futebol, mas seu pai não lhe permitia jogar futebol americano ou hóquei no gelo por questões de segurança.
Em 2014, James apresentava momentos de destaque no basquete que chamaram a atenção nacional. Em fevereiro de 2018, James guiou a Old Trail School em Bath Township, Summit County, Ohio, onde cursou o ensino médio, para uma vitória no torneio Independent School League.
James competiu com vários times de basquete da Amateur Athletic Union (AAU) antes do ensino médio. Aos nove anos, ele jogou pelo Miami City Ballers em um torneio da quarta série da AAU, enquanto era observado pelo técnico John Calipari, do Kentucky Wildcats.
Em junho de 2015, James liderou a equipe da AAU da Gulf Coast Blue Chips para um campeonato da quarta série no League Dallas / Hype Sports Summer Jam.
Em março de 2018, ele ajudou o North Coast Blue Chips a conquistar o título da John Lucas All-Star Weekend em Houston. Em 2 de abril de 2018, seu time Blue Chips terminou invicto e conquistou o campeonato sub-13 no torneio Swish 'N Dish da NY2LA em Wisconsin.
Em junho, James representou a mesma equipe no Campeonato do Meio-Oeste da Associação Nacional de Basquete Jr (NBA) contra adversários da nona série e avançou para as quartas de final.
Em abril de 2019, apesar de ser mais jovem do que a maioria da competição aos 14 anos, ele ingressou na equipe da AAU Strive for Greatness na Liga de Basquete Juvenil Nike Elite (EYBL) de 16 anos em Indianápolis, onde enfrentou vários recrutas altamente cobiçados.
Em 6 de agosto de 2018, James se matriculou na Crossroads School, uma escola particular de ensino fundamental e médio em Santa Monica, Califórnia. As regras do estado da Califórnia impediram que ele se juntasse imediatamente à equipe do time do colégio porque estava na oitava série.
Em 3 de dezembro de 2018, em seu primeiro jogo pela escola, James marcou 27 pontos em uma vitória de 61 a 48 sobre a Escola Secundária de Culver City.
Foi, durante seu período no high school considerado um dos melhores prospectos do país e um recruta de alto valor indo para o universitário. Em maio de 2023, ele se comprometeu a jogar basquete universitário pela Universidade do Sul da Califórnia.
Em maio de 2024, Bronny declarou via Instagram que iria se declarar elegível para o Draft da NBA de 2024, ainda que mantendo sua elegibilidade para continuar jogando basquete universitário caso não fosse escolhido e entrando no portal de transferências. O jogador pouco atuou por USC por conta de uma parada cardíaca sofrida em um treino de pré-temporada, que impactou sua produtividade como calouro. Ele teve médias de 4.8 pontos, 2.8 rebotes e 2.1 assistências em cerca de 19 minutos por partida.

## Carreira profissional

### Los Angeles Lakers (2024-presente)
Em 27 de junho de 2024, Bronny foi selecionado pelo Los Angeles Lakers como a escolha de número 55 no Draft da NBA de 2024, situação que o colocaria em posição de atuar ao lado de seu pai e, dessa forma, se tornando a primeira dupla pai e filho a jogar simultaneamente na liga.